# Гризетка
Гризе́тка (от фр. grisette) — молодая девушка, горожанка (швея, модистка, белошвейка, хористка, продавщица и тому подобное), легкомысленного поведения и не самых строгих правил.

## История
Как неологизм слово введено во французский язык в XVII веке (жизнь гризеток в Латинском квартале Парижа неоднократно изображалась во французских романах, пьесах, комедиях и тому подобное), и уже в XIX веке в Париже считали, что существует три типа женщин: гризетка, модистка и львица.
Само слово произошло от фр. gris — серый, поскольку гризетки обычно носили платья серого цвета.
В первой четверти XX века термин «гризетка» также стал более конкретным для обозначения независимых молодых женщин, которые часто работали швеями или помощницами торговцев, посещавших богемные художественные и культурные заведения Парижа. У них сложились отношения с художниками и поэтами, более преданные, чем проституция, но менее преданные, чем любовники. Многие гризетки работали натурщицами художников, часто помимо позирования оказывая художникам сексуальные услуги.
Во времена короля Луи-Филиппа они стали доминировать на богемной модельной сцене. Хотя модели-гризетки воспринимались как авантюрные, независимые и живущие только сегодняшним днём, они искали не только материальную, но и эмоциональную и художественную поддержку в своих отношениях с богемными мужчинами.

... Если бы не было француженок, жизнь не стоила бы того, чтобы жить. Но пока есть гризетки, это хорошо и прекрасно! ...— Из письма Ф. Энгельса К. Марксу,  1846 год.
В культуре
Французский писатель Шарль-Поль де Кок (1794—1871) посвятил им новеллу «Гризетки» (1837). 
Им посвятил свои строки Жюль Жанен в книге «Французы, нарисованные ими самими», а также и другие писатели и поэты.
Гризетка Фантина — один из основных персонажей романа Виктора Гюго «Отверженные».
В Париже имеется памятник гризетке, у входа в сквер Жюля Ферри (Square Jules-Ferry), названного в честь французского государственного деятеля.